# Timo Airaksinen

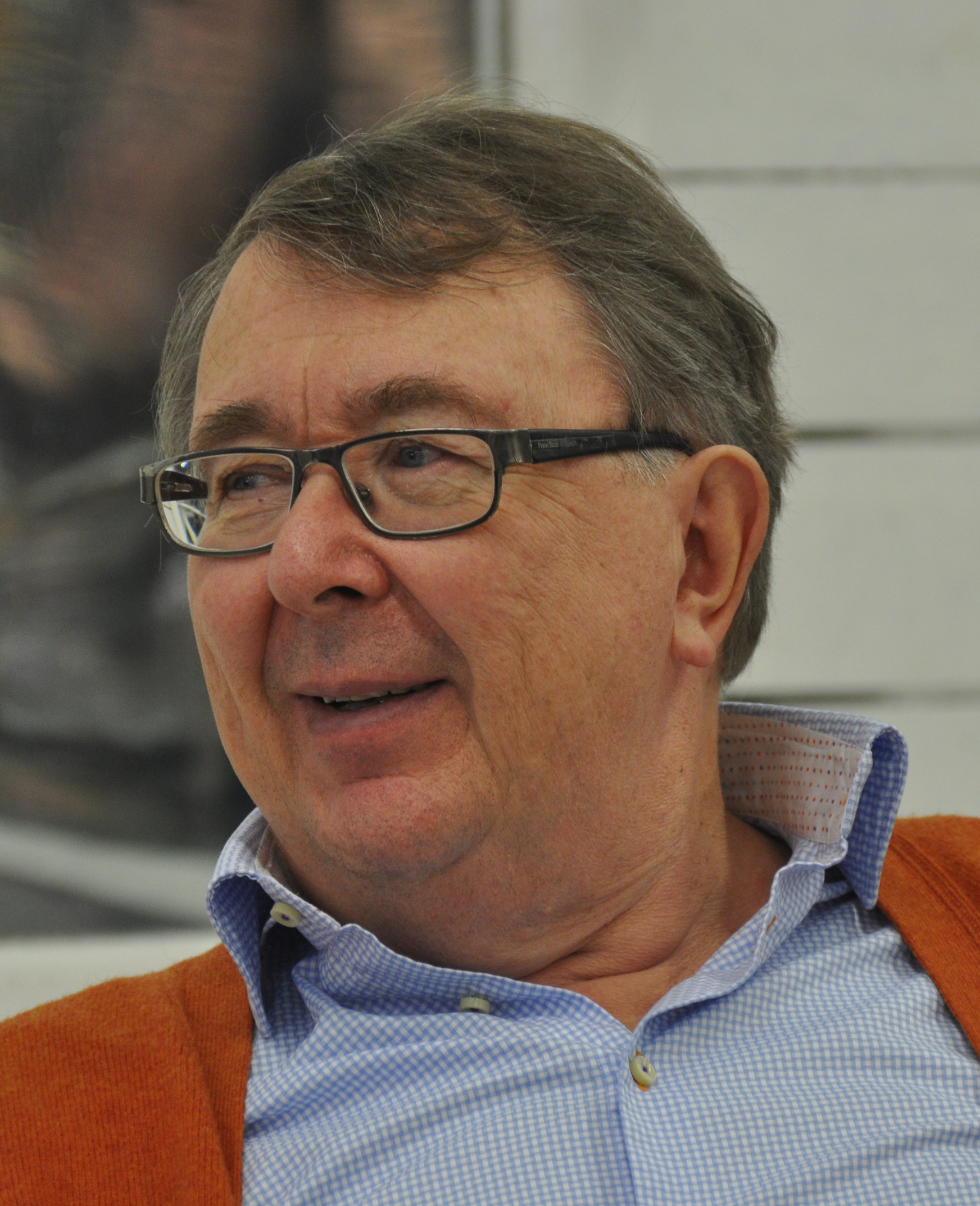
Timi Airaksinen auf der Buchmesse in Turku 2015

Timo Airaksinen (* 25. April 1947 in Vaasa) ist ein finnischer Professor für Philosophie am Institut für Praktische Philosophie der Universität Helsinki. Seine Spezialgebiete sind Ethik und Sozialphilosophie.

## Leben
Er wurde 1947 in Vaasa geboren. Airaksinen schloss sein Studium 1967 als Student mit einem Bachelor in Politikwissenschaft im Jahr 1971 und einem Lizenziat im Jahr 1972 ab. 1975 promovierte er in Philosophie an der Universität Turku.
Seine Dissertation befasste sich mit der Philosophie von John McTaggart, der den Hegelianismus vertrat. Von 1972 bis 1983 arbeitete er als Assistent an der Universität Turku, deren Dozent er seit 1976 ist. 1983 wurde er Professor für Praktische Philosophie an der Universität Helsinki.
Timo Airaksinen widmet sich alle drei Jahre der Forschung im Ausland. Er ist skeptisch gegenüber der Möglichkeit, finnische Universitäten zu internationalen Spitzenleistungen zu entwickeln. Der Finne war Forscher in Irland (Trinity College Dublin von 1974 bis 1975), Polen (Universität Warschau 1979), Kanada (University of Western Ontario 1981), England (Oxford 1981 und Cambridge von 1991 bis 1992 und von 2005 bis 2006), Russland (Universität Moskau 1982), USA (Pittsburgh Center for Philosophy of Science von 1982 bis 1983, University of North Carolina von 1987 bis 1988 und Texas A&M University von 1994 bis 1996), Japan (Tokyo Institute of Technology von 1999 bis 2000) und Australien (Sunshine Coast University von 2003 bis 2004).
Nach Ilkka Niiniluotos Charakterisierung ist Airaksinen im Gegensatz zu anderen ethischen Grundsätzen zynisch amüsiert vom pathologischen moralischen Idealismus. Im 21. Jahrhundert interessierte sich Timo Airaksinen unter anderem für die Philosophie der Technologie.